# Sainte-Marie (Doubs)
Sainte-Marie é uma comuna francesa na região administrativa de Borgonha-Franco-Condado, no departamento de Doubs. Estende-se por uma área de 7,17 km². Em 2010 a comuna tinha 692 habitantes (densidade: 96,5 hab./km²).